# Lesley Turner
Lesley Rosemary Turner Bowrey AM (16 de agosto de 1942) foi uma tenista autraliana . 